# Şeref Has
Şeref Has (ur. 27 września 1936 w Stambule, zm. 13 czerwca 2019) – turecki piłkarz występujący na pozycji pomocnika. 

## Kariera klubowa
Has karierę rozpoczynał w 1954 roku w Beyoğlusporze. W 1955 roku przeszedł do Fenerbahçe SK. Przez 14 lat gry dla tego klubu, zdobył z nim pięć mistrzostw Turcji (1959, 1961, 1964, 1965, 1968), Puchar Turcji (1968) oraz Superpuchar Turcji (1968). Następnie występował w zespole Mersin İdman Yurdu, gdzie w 1975 roku zakończył karierę.

## Kariera reprezentacyjna
W reprezentacji Turcji Has zadebiutował 16 listopada 1956 roku w zremisowanym 1:1 towarzyskim meczu z Polską. 18 grudnia 1958 roku w wygranym 1:0 towarzyskim pojedynku z Czechosłowacją strzelił swojego jedynego gola w kadrze. W latach 1956–1967 w drużynie narodowej rozegrał 39 spotkań i zdobył jedną bramkę.